# Share My World
Share My World é o terceiro álbum de estúdio da cantora norte-americana Mary J. Blige, lançado 22 de Abril de 1997 pela MCA Records. O álbum serve como uma continuação do seu álbum nomeado ao grammy My Life (1994). Share My World se tornou o primeiro álbum de Mary J. Blige e atingir o topo da Billboard 200, vendendo 317.000 cópias na primeira semana, enquanto permaneceu no topo da Top R&B/Hip-Hop Albums por quatro semanas. Também se tornou o primeiro álbum da cantora a atingir o top 40 das paradas britânicas, ficando no top 10. Share My World lançou seis singles: "Not Gon' Cry", "Love Is All We Need," "I Can Love You," "Everything," "Missing You" e "Seven Days" ("I Can Love You" só foi lançada nos E.U.A., enquanto "Missing You" só foi lançada no Reino Unido).
O álbum deu a Blige sua terceira nomeação ao Grammy em 1998, dessa vez concorrendo ao Grammy de Melhor Álbum de R&B. Desde seu lançamento, o disco—que é um de seus mais vendidos—tem recebido aclamação dos críticos musicais.

## Antecedentes
| Críticas profissionais | Críticas profissionais |
| Avaliações da crítica  | Avaliações da crítica  |
| Fonte                  | Avaliação              |
| ---------------------- | ---------------------- |
| Allmusic               | [ 1 ]                  |
| Robert Christgau       | A−                     |
| Entertainment Weekly   | B+                     |
| Rolling Stone          | [ 4 ]                  |
| Rolling Stone          | [ 5 ]                  |
| USA Today              | [ 6 ]                  |

Share My World marcou várias mudanças pessoais e profissionais na vida e carreira de Blige. Após a partida do chefe da gravadora Andre Hall no ano anterior, Blige saiu da Uptown em favor de sua parente MCA. Enquanto isso, ela cortou todos os laços professionais com o produtor de longa data, empresário e mentor Sean "Puffy" Combs pouco antes do começo da produção de Share My World começar. Sua ausência foi preenchida com uma legião de produtores de alto nível, como: Rodney Jerkins, Jimmy Jam and Terry Lewis, Babyface, Bryce Wilson e R. Kelly. O resultado final foi um álbum menos centrado no hip hop soul dos seus dois primeiros álbuns, que foi substituido por um estilo mais alinhado com o R&B contemporâneo.
Durante a gravação de My Life em 1994, Blige declarou ter experienciado depressão clínica, enquanto também batalhava contra o vício em drogas e álcool, e suportando um relacionamento turbulento com K-Ci Hailey — todos os quais influenciaram o clima obscuro do álbum. Em 1996, porém, Blige fez um esforço conjunto para limpar sua vida e subsequentemente se encontrou em um estado de espírito mais positivo enquanto gravava Share My World, o que influenciou o humor mais leve do álbum.

## Lista de faixas
| Share My World — Edição padrão |                                                | |                                                   |         |  |
| N.º                            | Título                                         | Compositor(es) | Produtor(es)                                      | Duração |  |
| 1.                             | "Intro"                                        | Poke & Tone, Rich Nice | Poke & Tone, Rich Nice                            | 1:24    |  |
| 2.                             | "I Can Love You" (part. de Lil' Kim)           | Blige, Kimberly Jones, Carlos Broady, Nashiem Myrick                                                                           | Rodney Jerkins                                    | 4:46    |  |
| 3.                             | "Love Is All We Need" (part. de Nas)           | Blige, James Harris III, Terry Lewis, Nasir Jones, Rick James                                                                  | Jimmy Jam & Terry Lewis                           | 4:14    |  |
| 4.                             | "Round and Round"                              | Blige, Poke, DJ Premier, Shawn Carter                                                                                          | Poke & Tone, George “Golden Fingers” Pearson (co) | 4:24    |  |
| 5.                             | "Share My World (Interlude)"                   | Poke & Tone, Rich Nice | Poke & Tone, Rich Nice                            | 0:30    |  |
| 6.                             | "Share My World"                               | Blige, R. Jerkins | Rodney Jerkins                                    | 5:07    |  |
| 7.                             | "Seven Days" (part. de George Benson)          | Malik Pendleton | Malik Pendleton                                   | 5:09    |  |
| 8.                             | "It's On" (part. de R. Kelly)                  | R. Kelly | R. Kelly                                          | 4:42    |  |
| 9.                             | "Thank You Lord (Interlude)"                   | Kelly Price, R. Jerkins | Rodney Jerkins                                    | 0:44    |  |
| 10.                            | "Missing You"                                  | Babyface | Babyface                                          | 4:16    |  |
| 11.                            | "Everything"                                   | J. Harris III, T. Lewis, Hachidai Nakamura, Rokusuke Ei, James Brown, Linda D. Creed, Thomas R. Bell, John Starks, Fred Wesley | Jimmy Jam & Terry Lewis                           | 4:59    |  |
| 12.                            | "Keep Your Head"                               | Blige, LaTonya Blige-DaCosta                                                                                                   | Poke & Tone, George "Golden Fingers" Pearson      | 3:48    |  |
| 13.                            | "Can't Get You Off My Mind" (part. de The LOX) | Blige, R. Jerkins, Jason Phillips, Sean Jacobs, David Styles                                                                   | Rodney Jerkins                                    | 4:39    |  |
| 14.                            | "Get to Know You Better"                       | Bryce Wilson, Stevie Wonder, Henry Cosby, Sylvia Moy                                                                           | Bryce Wilson                                      | 4:32    |  |
| 15.                            | "Searching" (part. de Roy Ayers)               | Blige, LaTonya Blige-DaCosta, Xenos DaCosta, R. Jerkins, Fred Jerkins, Roy Ayers                                               | Rodney Jerkins, Fred Jerkins                      | 5:05    |  |
| 16.                            | "Our Love"                                     | Chuck Jackson, Marvin Yancy | James Mtume                                       | 5:21    |  |
| 17.                            | "Not Gon' Cry"                                 | Babyface | Babyface                                          | 4:54    |  |

| Share My World — Edição japonesa e britânica (faixa bônus) |                                           |                                         |              |         |  |
| N.º                                                        | Título                                    | Compositor(es)                          | Produtor(es) | Duração |  |
| 18.                                                        | "(You Make Me Feel Like) A Natural Woman" | Gerry Goffin, Carole King, Jerry Wexler | James Mtume  | 2:57    |  |

Créditos de sample
- "Everything" contém um sample de "You Are Everything" de The Stylistics, "The Payback" de James Brown e "Sukiyaki" de A Taste of Honey.
- "Get to Know You Better" contém uma interpolação de "My Cherie Amour" de Stevie Wonder.[7]
- "I Can Love You" contém um sample de "Queen Bitch" de Lil' Kim.
- "Love Is All We Need" contém um sample de "Moonchild" de Rick James.
- "Round and Round" contém um sample de "Go Back Home" de Allen Toussaint.
- "Share My World" contém uma interpolação de "Share My World" de DeBarge.

## Desempenho

### Posições
| Tabelas musicais (1997)                 | Melhor posição |
| --------------------------------------- | -------------- |
| Estados Unidos - Billboard 200          | 1              |
| Estados Unidos - Top R&B/Hip-Hop Albums | 1              |
| Canadá - Canadian Albums Chart          | 4              |
| Alemanha - German Albums Chart          | 37             |